# Teoría organizacional

Diagrama de relaciones entre las personas que componen una organización

La teoría organizacional o ciencia organizacional se refiere a una serie de conceptos sobre las estructuras y operaciones de las organizaciones sociales formales. La teoría organizacional también busca explicar cómo las unidades de la organización se conectan o no entre sí. Estudia tanto aspectos del interior de las organizaciones como la interacción de varias organizaciones. Asimismo, trata de comprender el comportamiento de grupos de individuos, que puede diferir del de un individuo aislado. La teoría organizacional del comportamiento a menudo se centra en la orientación a objetivos.
A principios del siglo XX, las teorías organizacionales adoptaron inicialmente una perspectiva racional, pero desde entonces se han vuelto más diversas. En un sistema de organización racional, hay 2 partes importantes: especificidad de los objetivos y formalización. La división del trabajo consiste en repartir las tareas de modo que cada individuo ejecute siempre la misma tarea, y adquiera así la suficiente experiencia como para hacerla bien y rápidamente. Esto aumenta la productividad y favorece el comercio. El teórico de la modernización Frank Dobbin escribió que «las instituciones modernas tienen un propósito claro y nos encontramos en medio de una extraordinaria progresión hacia una mayor eficiencia». 
La concepción de la burocracia postulada por Max Weber se caracteriza por la presencia de cargos impersonales que se ganan y no se heredan, la toma de decisiones regida por normas, la profesionalidad, la cadena de mando, la responsabilidad definida y una autoridad limitada. La teoría de la contingencia sostiene que una organización debe tratar de maximizar el rendimiento minimizando los efectos de varias restricciones ambientales e internas, y que la capacidad de navegar esta variedad de requisitos puede depender del desarrollo de una serie de mecanismos de respuesta.
Dwight Waldo escribió en 1978 que «la teoría de la organización se caracteriza por modas, heterogeneidad, afirmaciones y contraargumentos». La teoría de la organización no puede describirse como una progresión ordenada de ideas o un cuerpo unificado de conocimiento en el que cada desarrollo se basa cuidadosamente en el anterior y lo extiende. Más bien, los avances en la teoría y las descripciones para la práctica muestran desacuerdo sobre los propósitos y usos de una teoría de la organización, las cuestiones que debería abordar (como el estilo de supervisión y la cultura organizacional) y los conceptos y variables que deberían entrar en dicha teoría. Las sugerencias para considerar a las organizaciones como una serie de vínculos lógicos entre sus participantes también se han abierto camino en las relaciones entre teorías organizacionales divergentes, como explica la naturaleza interdisciplinaria del campo.

## Antecedentes

### El auge de las organizaciones
En 1820, aproximadamente el 20 % de la población de Estados Unidos dependía de un ingreso salarial. Ese porcentaje había aumentado al 90 % en 1950. En general, hacia 1950, los agricultores y artesanos eran las únicas personas que no dependían de trabajar para otros. Antes de esa época, la mayoría de la gente podía sobrevivir cazando y cultivando sus propios alimentos, produciendo sus propios suministros y siendo casi totalmente autosuficientes. A medida que el transporte se hizo más eficiente y se desarrollaron las tecnologías, la autosuficiencia se convirtió en una mala opción económica. Al igual que en las fábricas textiles de Lowell (que seguían el sistema Waltham-Lowell, explicado en la Wikipedia inglesa), se desarrollaron diversas máquinas y procesos para cada paso del proceso de producción, haciendo así de la producción en masa una alternativa más barata y rápida, y generalmente de mayor calidad y fiabilidad, que la producción individual. Además, a medida que la población crecía y el transporte mejoraba, el sistema preorganizativo tenía dificultades para satisfacer las necesidades del mercado. Estas condiciones dieron lugar a una población dependiente de los salarios que buscaba trabajo en organizaciones en crecimiento, lo que condujo a un alejamiento de la producción individual y familiar.
Además de un cambio hacia la dependencia de un salario, las externalidades de la industrialización también crearon una oportunidad perfecta para el surgimiento de las organizaciones. Diversos efectos negativos como la contaminación, los accidentes laborales, las ciudades superpobladas y el desempleo se convirtieron en preocupaciones crecientes. En lugar de que pequeños grupos como familias e iglesias pudieran controlar estos problemas como lo habían hecho en el pasado, se requirieron nuevas organizaciones y sistemas. Estas organizaciones eran menos personales, más distantes y más centralizadas, pero lo que les faltaba en localidad lo compensaban con eficiencia.
Junto con la dependencia salarial y las externalidades, el crecimiento de la industria también jugó un papel importante en el desarrollo de las organizaciones. Las empresas que estaban creciendo rápidamente necesitaban trabajadores con urgencia, por lo que surgió la necesidad de estructuras organizacionales para guiar y apoyar a esos nuevos trabajadores. Algunas de las primeras fábricas de Nueva Inglaterra dependían inicialmente de las hijas de los granjeros; más tarde, cuando la economía cambió, comenzaron a incorporar trabajadores de las antiguas clases agrícolas y, finalmente, de los inmigrantes europeos. Muchos europeos abandonaron sus hogares por las promesas de la industria estadounidense, y alrededor del 60 % de esos inmigrantes se quedaron en el país. Se convirtieron en una clase permanente de trabajadores en la economía, lo que permitió a las fábricas aumentar la producción y producir más que antes. Con este gran crecimiento surgió la necesidad de organizaciones y de un liderazgo que antes no era necesario en las pequeñas empresas y firmas.
En general, el contexto histórico y social en el que surgieron las organizaciones en Estados Unidos permitió no sólo el desarrollo de las organizaciones, sino también su difusión y crecimiento. La dependencia salarial, las externalidades y el crecimiento de las industrias influyeron en el cambio de la producción y regulación individual, familiar y de pequeños grupos a grandes organizaciones y estructuras.

### Desarrollos en la teoría
A medida que las personas fueron construyendo organizaciones a lo largo del tiempo, muchos investigadores han experimentado con diferentes teorías organizacionales para determinar cuál se les adapta mejor. Estas teorías incluyen la burocracia, la racionalización (gestión científica) y la división del trabajo. Cada teoría ofrece distintas ventajas y desventajas cuando se aplica.
La perspectiva clásica surge de la Revolución Industrial en el sector privado y de la necesidad de mejorar la administración pública en el sector público. Para los dos casos se postulan teorías de la eficiencia. Las obras clásicas han sido elaboradas a fondo. Existen al menos 2 subtemas bajo la perspectiva clásica: la gestión científica y la teoría de la burocracia. 
Numerosos sociólogos y psicólogos hicieron importantes contribuciones al estudio de la perspectiva neoclásica, también conocida como la escuela de pensamiento de las relaciones humanas. Las preocupaciones principales del movimiento de relaciones humanas fueron la moral y el liderazgo. Esta perspectiva comenzó en la década de 1920 con los estudios Hawthorne, que dieron énfasis a los «aspectos afectivos y sociopsicológicos del comportamiento humano en las organizaciones». El estudio, que tuvo lugar en la planta Hawthorne de la Western Electric entre 1927 y 1932, convertiría a Elton Mayo y sus colegas en los contribuyentes más importantes a la perspectiva neoclásica.
En la década de 1950 se produjo una ola de atención académica hacia la teoría organizacional, que, desde algunos puntos de vista, consideraba que el campo aún estaba en sus inicios. Un simposio de 1959 celebrado por la Fundación para la Investigación sobre el Comportamiento Humano en Ann Arbor, Michigan, se publicó con el título Teoría de la organización moderna. Entre los eminentes teóricos organizacionales activos durante esta década se encontraban E. Wight Bakke, Chris Argyris, James Gary March, Rensis Likert, Jacob Marschak, Anatol Rapoport y William Foote Whyte.

## Burocracia weberiana
Weber comienza su análisis de la burocracia introduciendo el concepto de áreas jurisdiccionales: instituciones gobernadas por un conjunto específico de reglas o leyes. En un área jurisdiccional, las actividades regulares se asignan como deberes oficiales. La autoridad para asignar funciones está regida por un conjunto de reglas. Las funciones las cumplen continuamente personas cualificadas. Estos elementos conforman una agencia burocrática en el caso del Estado y empresas burocráticas en el sector privado.
Hay varias características adicionales que componen una burocracia weberiana: 
- Existe subordinación jerárquica en toda la estructura. Esto significa que las oficinas de nivel superior supervisan a las oficinas de nivel inferior.
- Las posesiones personales se mantienen separadas del dinero de la organización.
- Las personas que trabajan dentro de una burocracia generalmente reciben formación en el campo de especialización apropiado.
- Se espera que los burócratas contribuyan con toda su capacidad de trabajo a la organización.
- Los puestos dentro de una organización burocrática deben seguir un conjunto específico de reglas generales.

La naturaleza jerárquica de las burocracias permite a los empleados demostrar el estatus social alcanzado. Cuando la persona que ostenta un puesto, en lugar de designada, es elegida mediante votación popular, ya no es una figura puramente burocrática. Su poder proviene de abajo, no de arriba. Cuando un alto cargo selecciona a sus subordinados, es más probable que los elija, más que por su adecuación al puesto, por razones relacionadas con el beneficio de ese alto cargo, como la amistad o la lealtad. Cuando se necesitan empleados altamente cualificados para la burocracia, y la opinión pública influye en la toma de decisiones, es más probable que se seleccionen personas competentes.
Según Weber, si se garantiza legalmente la "estabilidad vitalicia", un cargo pasa a ser percibido como menos prestigioso que una posición que puede ser reemplazada en cualquier momento. Si se desarrolla una "titularidad vitalicia" o un "derecho al cargo", hay una disminución de las oportunidades de carrera para los nuevos empleados ambiciosos y la eficiencia técnica general queda menos garantizada. En una burocracia, se proporcionan salarios a los burócratas. La cantidad se determina en función del rango y ayuda a indicar la conveniencia de un puesto. Los puestos burocráticos también existen como parte de trayectorias profesionales estables que recompensan a los burócratas por su antigüedad.
Weber considera que el desarrollo de una economía monetaria es la «condición previa normal para la supervivencia inalterada, si no el establecimiento, de administraciones puramente burocráticas». Dado que la burocracia requiere ingresos sostenidos para mantenerse, una economía monetaria es la forma más racional de asegurar su existencia continua.
Weber postula que los empleados de una burocracia tienen derecho de propiedad sobre su cargo y cualquier intento de explotación por parte de un superior significa el abandono de los principios burocráticos. Proporcionar un incentivo de estatus a los empleados inferiores los ayuda a mantener el respeto propio y a participar plenamente en los marcos jerárquicos. 
Michel Crozier reexaminó la teoría de Weber en 1964 y determinó que la burocracia es defectuosa porque la jerarquía hace que los oficiales se involucren en luchas de poder egoístas que dañan la eficiencia de la organización. 

### Resumen de las características de la burocracia weberiana
Weber identificó los siguientes componentes de la burocracia como esenciales:
- La jurisdicción oficial en todos los ámbitos está ordenada por normas o leyes ya implementadas.
- Existe una jerarquía de oficios, un sistema de jefes y subordinados en el que los cargos superiores supervisan a los inferiores.
- La gestión de la oficina moderna se basa en reglas escritas, que se conservan en su forma original.
- La gestión de oficinas requiere formación y especialización.
- Cuando se establece un organismo, y en su desarrollo posterior, se requiere de toda la capacidad de trabajo de las personas.
- Las reglas son estables y se pueden aprender. El conocimiento de estas reglas puede ser visto como una habilidad dentro de la burocracia, ya que permiten la gestión de la sociedad dentro de la cual actúa el organismo.

Cuando se implementa adecuadamente una burocracia, puede proporcionar rendición de cuentas, responsabilidad, control y coherencia. Es conveniente que la contratación de trabajadores sea impersonal e igualitaria. Aunque la perspectiva clásica fomenta la eficiencia, a menudo es criticada por desoír las necesidades humanas. Además, rara vez tiene en cuenta el error humano o la variabilidad del desempeño laboral (ya que cada trabajador es diferente).
En el caso del desastre del transbordador espacial Challenger, los administradores de la NASA pasaron por alto la posibilidad de un error humano. (Véase también: Accidente de Three Mile Island .)
Weber creía que una burocracia consta de 6 características específicas: jerarquía de mando, impersonalidad, reglas escritas de conducta, avance basado en los logros, división especializada del trabajo y eficiencia. Esta última característica de la burocracia weberiana es controvertida y de ninguna manera aceptada por todos los sociólogos. Sin duda, la burocracia tiene consecuencias tanto positivas como negativas y existen sólidos argumentos tanto a favor como en contra de su eficiencia.
Aunque el trabajo de Max Weber se publicó a fines del siglo XIX y principios del siglo XX, antes de su muerte en 1920, su trabajo todavía se cita hoy en día en el campo de la sociología. Weber afirma en su teoría que la burocracia es extremadamente eficiente, incluso la forma más eficiente de organización. Weber postuló que las burocracias son necesarias para garantizar el funcionamiento de la sociedad, que, en ese siglo XIX, se había vuelto drásticamente más compleja (aunque ya en el Egipto antiguo existía burocracia). Además, afirmó que sin la organización estructurada de la burocracia, nuestra compleja sociedad estaría en una situación mucho peor, porque actuaría de manera ineficiente y derrochadora. Weber veía las burocracias como organizaciones orientadas a alcanzar ciertos objetivos, que podían llevar a cabo eficientemente. Además, dentro de una organización que opera bajo estándares burocráticos, los miembros estarán en mejor situación debido a la fuerte regulación y a la detallada estructura. 
Una burocracia ideal no sólo hace mucho más difícil que se concedan favores personales arbitrarios e injustos, sino que también significa que las contrataciones y los ascensos se harán por méritos. Ahora bien, debe tenerse en cuenta que la burocracia es susceptible de corromperse.
Weber consideraba que las burocracias eran organizaciones eficientes y orientadas a objetivos. Pero también reconoció sus limitaciones. En primer lugar, señaló que las burocracias pueden estar gobernadas por muy pocas personas con un poder considerable y no regulado. Una posible consecuencia es la oligarquíaː un número limitado de burócratas obtienen poder político y económico. Además, Weber consideraba que una mayor burocratización era un "destino inevitable" porque pensaba que era superior y más eficiente que otras formas de organización. El análisis de Weber lo llevó a creer que las burocracias son inherentemente demasiado limitantes de la libertad humana individual. Temía que la gente empezara a estar demasiado controlada por las burocracias. En su opinión, los métodos estrictos de administración y las formas legítimas de autoridad asociadas con la burocracia actúan para eliminar la libertad humana. Esto puede ocurrir si la burocracia es la herramienta de la cual se vale un sistema político totalitario para sojuzgar a la población, como sucede en China o Corea del Norte. Pero en un sistema político democrático, la burocracia es el vehículo a través del cual se llevan a cabo las decisiones democráticamente adoptadas. Por ejemplo, en España se ha tomado la decisión de proteger mejor a las mujeres en peligro de ser asesinadas por sus parejas o exparejas. Para ello se ha puesto en marcha VioGén, que es un sistema burocráticoː unas personas meten datos, se procesan y se deciden las medidas a tomar.
Weber tendía a ofrecer un argumento teleológico (de finalidad) con respecto a la burocraciaː las burocracias aspiran a alcanzar objetivos específicos a través de su eficiencia y sus principios racionales. Un análisis teleológico de las empresas conduce a la inclusión de todos los actores involucrados en la toma de decisiones. La visión teleológica de la burocracia weberiana postula que todos los actores de una organización tienen diversos fines u objetivos, e intentan encontrar la forma más eficiente de alcanzar dichos objetivos.

### Críticas
Existe el riesgo de simplificar demasiado y hacer que Weber parezca frío y despiadado hasta el punto de decir que un campo de exterminio nazi eficientemente administrado sería admirable para él. En realidad, Weber creía que, al usar la lógica humana en su sistema, las organizaciones podrían lograr una mejora de las condiciones en diversos lugares de trabajo. Deja claro que los burócratas de su sistema no solo obedecen las órdenes de arriba, sino que también obran según un código moral.
Otra crítica a la teoría de Weber es el argumento de la eficienciaː la máxima eficiencia se podía lograr mediante el trabajo puro, sin tener en cuenta a los trabajadores (por ejemplo, largas horas con poca paga). Hoy día la eficiencia en una labor burocrática es más fácil de alcanzar mediante una automatización correcta. Si aceptáramos esa visión centrada en la eficiencia, parecería que Weber promovía condiciones de trabajo insalubres, cuando en realidad quería todo lo contrario. Según la teoría de Weber, todas las características de una burocracia deben ser perfectas para que funcione a su máximo potencial. Pero el mismo autor reconoció que una burocracia pura es casi imposible de alcanzar en el mundo real.
Una característica que pretendía mejorar las condiciones laborales fue su regla de que «La organización sigue un principio jerárquico: los subordinados siguen las órdenes de los superiores, pero tienen derecho a apelar (en contraste con la estructura más difusa de la autoridad tradicional)». En otras palabras, si se organiza una empresa o cualquier tipo de entorno laboral según las teorías de Weber, todos tienen derecho a estar en desacuerdo con algo y a expresarlo, en vez de callar por miedo a perder su trabajo. La comunicación abierta es una parte muy importante de la burocracia de Weber y se practica hoy en día en algunos entornos. Puede que no sea la forma más eficiente de comunicación, pero Weber argumentaría que mejorar las condiciones humanas es más importante que la eficiencia.
En la vida real no se encuentran ejemplos que reflejen perfectamente la teoría de Weber. Los elementos de esta teoría se entienden como ideales, no como una descripción exacta de los individuos en sus roles organizacionales y sus interacciones dentro de las organizaciones. Algunas personas pueden considerar el modelo de Weber como una buena manera de dirigir una organización.
Una burocracia real, incluso si está integrada por personas honradas y competentes, puede ser ineficiente siː
- Se encarga de hacer cumplir normas que han dejado de ser necesarias. Entre 1914 y 1928, el número de barcos de la Marina Real Británica había disminuido en dos tercios y el personal en un tercio; sin embargo, el número de burócratas contratados aumentó el 6 % en un año.
- No dispone de medios suficientes, o al revés (aunque es más raro), tiene medios excesivos para la cantidad de trabajo que debe realizar.
- No aprovecha las innovaciones tecnológicas en automatización y comprobación.
- Exige requisitos innecesarios.

Se ha acuñado la expresión "patologías burocráticas" para referirse a las disfunciones que crea una burocracia. En inglés es muy conocida y empleada la expresión red tape, literalmente "cinta roja" (en español, balduque), con la que hace mucho tiempo se ataban los expedientes que requerían tratamiento inmediato, y que pasó a significar trámites innecesarios y engorrosos.

### Acepciones del término
Debe tenerse en cuenta que la Real Academia Española da 4 acepciones a burocraciaː
1. Organización regulada por normas que establecen un orden racional para distribuir y gestionar los asuntos que le son propios.
2. Conjunto de los servidores públicos.
3. Influencia excesiva de los funcionarios en los asuntos públicos (burocratismo).
4. Administración ineficiente a causa del papeleo, la rigidez y las formalidades superfluas.

Cuando Max Weber teoriza sobre la burocracia utiliza la acepción 1. Sin embargo, cuando se critica a la burocracia se tiene en mente la acepción 4. «La polisemia, tan fecunda en literatura, es una trampa para la deliberación pública, ya que nos impide distinguir con claridad qué queremos decir con las palabras» (Diego Garrocho)
La burocracia no es exclusiva de las administraciones públicas; las empresas privadas tienen también una parte burocrática, que se ocupa de asuntos como el pago de las nóminas de los empleados, las declaraciones de impuestos, etc. Pero toda burocracia, pública y privada, tiende a mantener tareas que se han vuelto innecesarias y procedimientos obsoletos ya que mientras, el burócrata que los realiza sigue cobrando su sueldo. Además los procesos de lo que se llama racionalización administrativa (reducción de la burocracia innecesaria) son largos, costosos, inciertos y pueden generar contestación social.
La burocracia, en su acepción 1, es absolutamente necesaria para cualquier organización mínimamente compleja. De momento no se ha inventado nada que pueda sustituirla. Pero tiende a las patologías recogidas en la acepción 4. Por ello necesita una revisión periódica (lo que, desgraciadamente, se traduce en más burocracia) para eliminar lo que ha dejado de valer y hacer más eficiente lo que debe conservarse.

## Gestión científica del trabajo
En español se denomina taylorismo (no confundir con el fordismo), gestión científica del trabajo, organización científica del trabajo o administración científica del trabajo a un método de división del proceso de producción en diferentes tareas. En la Wikipedia en español el artículo se titula Taylorismo, y esta misma palabra, con sus variantes ortográficas, se emplea en otras Wikipediasː Taylorisme en francés, Taylorismus en alemán, etc., excepto en inglés, donde Taylorism está redirigido a Scientific management. El título original de la obra fundamental de Frederick Winslow Taylor, publicada en 1911, es The Principles of Scientific Management. A veces se traduce scientific por racional.
En una organización taylorista se pueden distinguir 2 partes significativas: (1) especificidad de los objetivos y (2) formalización. La especificidad de los objetivos proporciona pautas para que se completen determinadas tareas junto con una forma regulada de asignar recursos. La formalización (poner por escrito las reglas y hacerlas cumplir) es una forma de fijar el comportamiento organizacional en lo que se supone que es la máxima eficacia (en el momento de la formalización). Esto se traduce enː
1. Dividir el trabajo entre gerentes y trabajadores
2. Proporcionar un sistema de incentivos (basado en el desempeño)
3. Trabajadores capacitados científicamente
4. Asignar científicamente las responsabilidades de cada individuo
5. Asegurarse de que el trabajo se realice a tiempo y de manera eficiente

El taylorismo genera determinados problemas. Los trabajadores ven restringida su libertad, lo que les baja el ánimo. Las tareas se vuelven monótonas y repetitivas, incidiendo negativamente en la satisfaccion laboral.
La teoría de la gestión científica del trabajo fue introducida por Frederick Winslow Taylor para fomentar la eficiencia de la producción y la productividad. Recibió el nombre de taylorismo. Taylor sostenía que las ineficiencias podrían controlarse mediante la gestión de la producción como una ciencia. Definió la gestión científica como «concernida por saber exactamente lo que se quiere que hagan las personas y luego por procurar que lo hagan de la forma mejor y más barata». Según Taylor, la gestión científica afecta tanto a los trabajadores como a los empleadores, y subraya el control de la mano de obra por parte de los directivos.
Taylor identifica 4 principios inherentes a la teoría de la gestión científica: 
1. Creación de un método científico de medición de la producción que sustituya a reglas empíricas previas
2. Formación de los trabajadores por parte de la dirección
3. Cooperación entre directivos y trabajadores para garantizar que se cumplan los principios antes mencionados
4. División igualitaria del trabajo entre directivos y trabajadores

## División del trabajo
La división del trabajo es la separación de tareas para que los individuos puedan especializarse. Esto lleva a que las tareas se hagan mejor, más rápidamente y a menor coste. Adam Smith vinculó la división del trabajo con una mayor eficiencia y producción. Según Smith, la división del trabajo es eficiente por 3 razones: (a) especialización ocupacional, (b) ahorro por no cambiar de tareas, y (c) máquinas que aumentan el trabajo humano. La especialización ocupacional conduce a una mayor productividad y a habilidades diferenciadas. Además, Smith argumentó que las habilidades de los trabajadores deberían corresponderse con la tecnología que emplean.
Aunque la división del trabajo suele considerarse inevitable en el capitalismo, surgen diversos problemasː la alienación, la falta de creatividad, la monotonía y la falta de movilidad. El propio Adam Smith previó estas situaciones y describió el letargo mental que la división del trabajo podía crear en los trabajadores. Esto es reflejado y satirizado por Charles Chaplin en la película Tiempos modernos. La creatividad se verá negativamente afectada debido a la monotonía que crea la división del trabajo. Realizar rutinas repetidamente puede no ser adecuado para todos. Además, la división del trabajo da lugar a que haya empleados que saben hacer su parte del trabajo, pero ninguna otra, por lo que no pueden ayudar a sus compañeros.

## Teoría de la modernización
La modernización «comenzó cuando la población rural de una nación empezó a trasladarse del campo a las ciudades». : 3 Se trata del abandono de los métodos tradicionales para adoptar métodos de organización más contemporáneos y eficaces. La urbanización es una característica inevitable de la transformación industrial porque las fábricas necesitan emplazarse en nudos de comunicación para que les lleguen los insumos y puedan luego expedir su producción. A su vez, es necesario que los trabajadores vivan cerca de las fábricas para que puedan desplazarse a ellas fácil y rápidamente. A medida que la tecnología avanza, se genera la demanda de una fuerza laboral inteligente y formada. : 3  Después de la década de 1950, la cultura occidental utilizó los medios de comunicación para comunicar su buena fortuna, atribuida a la modernización. Este tratamiento propició la movilidad económica entre las clases sociales (personas de clase baja que buscaban un empleo industrial para convertirse en clase media) y aumentó las aspiraciones de muchos habitantes en países en desarrollo. : 4  Según esta teoría, cualquier país podría modernizarse utilizando la civilización occidental como modelo. Unos lo consiguieron y otros no.
Aunque esta teoría de la modernización parecía enorgullecerse únicamente de los beneficios, los países del Oriente Medio vieron este movimiento de forma diferente. Estos países creían que la cobertura mediática de la modernización implicaba que las sociedades más "tradicionales" no habían «alcanzado un nivel superior de desarrollo tecnológico».: 6 
La modernización tuvo lugar a partir de la década de 1950. Durante la década siguiente, se analizó la difusión de las innovaciones tecnológicas dentro de la sociedad occidental y los medios que propiciaron que se conocieran mundialmente. Esta primera “ola”, como se la conoció, tuvo algunas derivadas importantes. En primer lugar, el desarrollo económico se vio impulsado por la difusión de nuevas tecnologías. En segundo lugar, la modernización favoreció una sociedad más formada.
La segunda ola, que tuvo lugar durante los años 1970 y 1980, fue una reformulación crítica de la modernización, considerando el impulso de las innovaciones de la sociedad occidental hacia los países en desarrollo como un ejercicio de dominio.
La última ola de la teoría de la modernización, que tuvo lugar en la década de 1990, describe la impersonalidad. : 737 A medida que el uso de periódicos, televisión y radio se hace más frecuente, la necesidad de contacto directo, un concepto del que las organizaciones tradicionales se enorgullecían, disminuye. De esta manera, las interacciones organizacionales se vuelven más distantes.
Según Frank Dobbin, la cosmovisión moderna es la idea de que «las instituciones modernas tienen un propósito transparente y que estamos en medio de una progresión extraordinaria hacia una mayor eficiencia». : 138 Este concepto resume el objetivo de las empresas, burocracias y organizaciones modernas de maximizar la eficiencia. La clave para alcanzar este objetivo son los descubrimientos e innovaciones científicos. : 139 Dobbin analiza el papel obsoleto de la cultura en las organizaciones. Los "nuevos institucionalistas" exploraron la importancia de la cultura en la organización moderna. : 117 Sin embargo, la cosmovisión racionalista contrarresta el uso de valores culturales en las organizaciones, afirmando que «existen leyes económicas trascendentales, que las estructuras organizacionales existentes deben ser funcionales bajo los parámetros de esas leyes, [y] que el entorno eliminará a las organizaciones que adopten soluciones no eficientes». : 138 
Estas leyes gobiernan las organizaciones modernas y las conducen en la dirección que maximizará las ganancias eficientemente. Así, la modernidad de las organizaciones es generar el máximo beneficio (o conseguir la máxima eficiencia, si se trata de una organización no orientada al beneficio), mediante el uso de los medios de comunicación, las innovaciones tecnológicas y las innovaciones sociales, con el fin de asignar eficazmente los recursos para la mejora de la economía global.

## Organizaciones polifónicas
Las investigaciones de Niels Åkerstrøm Andersen sobre la organización polifónica (de muchas voces; véase polifonía) surgen de su comprensión de la sociedad como funcionalmente diferenciada. La sociedad está dividida en innumerables sistemas sociales; sistemas de comunicación con sus propios valores y códigos conmutativos. Niels Andersen se inspira en el sociólogo alemán Niklas Luhmann y su teoría sobre los sistemas sociales. El elemento central de la teoría de Luhmann gira en torno al problema de la contingencia del significado (una obra significa algo en un contexto, pero en otro contexto puede significar otra cosa diferente). En otras palabras, la teoría de sistemas se convierte en una teoría de la comunicación y de cómo se crea el significado dentro de diferentes sistemas sociales.
Niels Andersen utiliza los elementos de la teoría de sistemas de Luhmann para describir la diferenciación de la sociedad y conectarla con la evolución de la organización moderna. Según Andersen, la sociedad está funcionalmente diferenciada en una amplia gama de sistemas con su propio código binario (que especifica lo que está bien y lo que está mal; no confundir con el código de ceros y unos que emplean los ordenadores). Estos códigos binarios de Andersen establecen algunas distinciones entre un valor positivo y negativo y dividen el mundo en 2 mitades. La comprensión del mundo se realiza a través de un lado de estos códigos. Andersen dice que un sistema organizacional siempre se comunica y crea significado a través de estos códigos. En otras palabras, una organización sólo puede comunicarse a través de un lado de un código binario a la vez. Por ejemplo, una empresa coloca carteles que exhortan a cuidar la seguridad en el trabajo. Si a la vez colocara otros que animaran a trabajar deprisa, los empleados no sabrían a qué atenerse.
A lo largo de la historia las organizaciones siempre han utilizado varios códigos en su comunicación (las organizaciones siempre se han comunicadoː los jefes transmiten órdenes y los subordinados informan de su cumplimiento o de dificultades), pero siempre han tenido una codificación primaria. Andersen llama homófona (todas las voces tienen el mismo sonido; no confundir con homófoba) a este tipo de organización. La organización homófona ya no se ejerce en la sociedad actual. Según Andersen, hoy tenemos organizaciones polifónicas, que han surgido como resultado de la forma en que los sistemas de funciones han explotado más allá de sus formas organizativas.
Una organización polifónica está conectada a varios sistemas de funciones (múltiples códigos binarios) sin uno primario predefinido . En otras palabras, la organización polifónica es una organización que se describe a sí misma a través de muchos códigos.
Andersen aborda cómo puede resultar difícil para las empresas planificar su comunicación y acción porque tienen que mediar entre muchos códigos al mismo tiempo. Ya no existe una jerarquía prevista de códigos y, por lo tanto, no existe conexión entre las organizaciones y la comunicación específica. Esto también puede crear desafíos de gestión para las empresas porque tienen que tener en cuenta más factores que antes. La visión de Andersen sobre las organizaciones polifónicas proporciona una forma más nueva de examinar críticamente las organizaciones modernas y sus decisiones de comunicación.
Andersen cree que las organizaciones modernas han ido más allá de sus límites organizacionales originales. Durante muchos años, las empresas privadas se han entendido automáticamente como parte de la economía, de la misma manera que los partidos políticos se consideran parte de la política y los museos, parte del arte. Hoy en día, según Andersen, los conceptos están vinculadosː ¿el Museo Guggenheim de Venecia es parte de la economía o parte del arte? Esta afirmación fue formulada por primera vez en 1963 por Richard M. Cyert y James G. March en el libro Una teoría del comportamiento de la empresa. Dijeron que las organizaciones rara vez operan con un solo valor. Según Cyert y March, las organizaciones suelen operar con más valores en su comportamiento diario. Niels Å. Andersen amplía esta afirmación en muchas de sus publicaciones.

## Teoría de la contingencia
La teoría de contingencia considera el diseño organizacional como «un problema de optimización restringida», lo que significa que una organización debe tratar de maximizar su desempeño minimizando los efectos de las diversas restricciones ambientales e internas. La teoría de la contingencia sostiene que no existe una mejor manera, independiente de las circunstancias, de organizar una corporación, dirigir una empresa o tomar decisiones. Un estilo organizacional, de liderazgo o de toma de decisiones eficaz en algunas situaciones puede no serlo en otras. El estilo óptimo de organización, liderazgo o toma de decisiones depende de varias restricciones internas y externas.

### Factores
Algunos ejemplos de dichas restricciones incluyen:
- El tamaño de la organización
- Cómo se adapta la organización a su entorno
- Diferencias entre recursos y operaciones

1. Contingencia en la organización
En la teoría de la contingencia sobre la organización, se afirma en primer lugar que no existe una forma universal ni una mejor manera de gestionar una organización. En segundo lugar, el diseño organizacional y sus subsistemas deben “encajar” con el entorno y por último, las organizaciones eficaces no sólo deben tener un “ajuste” adecuado con el entorno, sino también entre sus subsistemas.
2. Contingencia del liderazgo
En la teoría de contingencia sobre el liderazgo, el éxito del líder es una función de varios factores en forma de variables subordinadas, de tarea o de grupo. Las siguientes teorías enfatizan el uso de diferentes estilos de liderazgo apropiados a las necesidades creadas por diferentes situaciones organizacionales. Algunas de estas teorías son:
- La teoría de la contingencia : La teoría del modelo de contingencia, desarrollada por Fred Fiedler, explica que el desempeño del grupo es el resultado de la interacción entre el estilo del líder y las características del entorno en el que trabaja el líder.
- La teoría situacional de Hersey-Blanchard: esta teoría postula que el líder eficaz debe adaptar su estilo de liderazgo (autocrático, participativo, visionario, afiliativo...)[41] a la situación. Esto puede ser complicado, porque el líder quizás no es consciente de su estilo, y cambiarlo a menudo le puede restar credibilidad y autoridad.

3. Teoría de la contingencia en la toma de decisiones
La eficacia de un procedimiento de decisión depende de varios aspectos:
- La importancia de la calidad de la decisión y su aceptación.
- La cantidad de información relevante que poseen el líder y los subordinados.
- La cantidad de desacuerdo entre los subordinados con respecto a sus alternativas.[42]

### Críticas
Se ha argumentado que la teoría de la contingencia implica que un cambio de líder es el único método para corregir cualquier problema que enfrenten los estilos de liderazgo en ciertas estructuras organizacionales. Además, se ha cuestionado la credibilidad del propio modelo de contingencia.

## La cooperativa como organización
Las diferentes teorías organizacionales (burocracia weberiana, gestión científica, división del trabajo, modernización...) pueden servir para analizar organizaciones actuales: administraciones públicas, empresas, sindicatos... Incluso organizaciones criminales, como la Mafia o la Camorra. Pero hay un tipo de organización que no tienen en cuenta: la cooperativa. En su estado originario, y así suelen funcionar realmente las cooperativas pequeñas, no hay jerarquía; las decisiones —incluidas aquellas sobre el reparto de tareas— se toman mediante asamblea (donde cada miembro de la cooperativa tiene un voto). Luego, si la cooperativa crece, pueden contratarse empleados y establecerse jerarquías.